# La fossa dei serpenti
La fossa dei serpenti (The Snake Pit) è un film del 1948 diretto da Anatole Litvak, tratto dall'omonimo romanzo di Mary Jane Ward e interpretato da Olivia de Havilland.

## Trama
Virginia Stuart si trova ricoverata in un ospedale psichiatrico senza saperne la ragione e senza ricordare nulla della propria identità. In una serie di flashback suo marito Robert Cunningham rammenta la loro storia d'amore, il loro matrimonio e i primi sintomi psicotici della moglie. Virginia verrà aiutata a uscire dalla fossa dei serpenti dal dottor Kik che crede nella possibilità di una sua guarigione attraverso il metodo psicanalitico freudiano.

## Distribuzione
Distribuito dalla Twentieth Century Fox e presentato da Darryl F. Zanuck, il film fu proiettato in prima a New York il 4 novembre 1948 per poi uscire nelle sale il 13 novembre.

## Curiosità
- Il personaggio del Dr. Kik è basato sulla figura reale dello psichiatra Gerard Chrzanowski che invitava i suoi pazienti a chiamarlo semplicemente Dr. Kik.
- Nell'antichità si pensava che abbandonando un malato di mente in un luogo come una fossa gremita di serpenti che avrebbe fatto impazzire un sano, il malato sarebbe guarito: da qui il titolo dell'opera.
- Il film ha ispirato sostanziali cambiamenti nelle condizioni di istituzioni psichiatriche degli Stati Uniti. Nel 1949 Herb Stein di Daily Variety scrisse "Il Wisconsin è il settimo stato a istituire riforme nei suoi ospedali psichiatrici a seguito di The Snake Pit".[1]
- A causa delle preoccupazioni del pubblico che le comparse del film fossero pazienti mentali reali, la censura britannica aggiunse una prefazione spiegando che tutti coloro che appaiono sullo schermo erano attori pagati e che le condizioni negli ospedali inglesi erano differenti da quelle ritratte nel film.[2]

## Premi e riconoscimenti
- 1949 - Premio Oscar
  - Miglior sonoro alla 20th Century Fox (Sound Department)
  - Nomination Miglior film alla 20th Century Fox
  - Nomination Migliore regia a Anatole Litvak
  - Nomination Miglior attrice protagonista a Olivia de Havilland
  - Nomination Migliore sceneggiatura non originale a Frank Partos e Millen Brand
  - Nomination Miglior colonna sonora a Alfred Newman
- 1949 - Mostra Internazionale d'Arte Cinematografica
  - Miglior interpretazione femminile a Olivia de Havilland
  - Premio Internazionale al miglior film a Anatole Litvak
  - Nomination Leone d'Oro a Anatole Litvak
- 1948 - National Board of Review Award
  - Migliori dieci film
  - Miglior attrice protagonista a Olivia de Havilland
- 1950 - Nastro d'argento
  - Miglior attrice straniera a Olivia de Havilland
- 1948 - New York Film Critics Circle Award
  - Miglior attrice protagonista a Olivia de Havilland